# Драхенфельс (замок)
Драхенфельс (нем. Burgruine Drachenfels) — руины средневекового замка в Германии, в регионе Зибенгебирге, земля Северный Рейн-Вестфалия. Замок расположен на вершине горы Драхенфельс, на высоте в 321 метр над Рейном, близ города Кёнигсвинтер.

## История
Замок на горе Драхенфельс был основан кёльнским архиепископом Арнольдом I в 1133 году и окончен в 1149 году Герхардом фон Аре, пробстом собора св. Кассия в Бонне, которому кёльнский архиепископ передал права на будущий замок. При строительстве замка на горе Драхенфельс также активно разрабатывались ценные каменистые горные породы, в частности трахит, который активно использовался также при строительстве Кёльнского собора. Управление замком было передано в 1176 году Годарту, сыну графа Рудольфа фон Волькенбурга (нем. von Wolkenburg). В дальнейшем владение Драхенфельс передавалось в этом роду по наследству от отца к сыну. Наиболее известный из владельцев, бургграф Годарт, составил себе состояние на поставках трахита для строительства в Кёльн. В 1493 году, в результате междоусобной распри между родственниками, замок был осаждён, а его владелец, граф Клаус фон Драхенфельс, был убит своим кузеном Генрихом. После перехода кёльнского курфюрста Гебхарда фон Вальдбурга в протестантизм в замок Драхенфельс в 1583 году были введены и в течение пяти лет там находились католические войска архиепископства Кёльнского.
После смерти в 1530 году последнего графа фон Драхенфельс-унд-Олбрюк, Генриха, замок перешёл в 1550 году к супругу дочери Генриха Агнес, Дитриху цу Миллендонк и Майдерих. После смерти Иоганна II фон Миллендонк пресеклась и эта линия, в связи с чем архиепископство взяло замок под своё управление. В 1623 году замок был передан племяннику Иоганна II, императорскому фельдмаршалу графу Иоганну Якобу фон Баттенбург-Бронкхорст (нем. Battenburg-Bronkhorst), который умер в 1630 году. В 1642 году за 11 тысяч рейхсталеров замок и владение Драхенфельс купил барон Фердинанд Вальдботт фон Бассенхайм. После смерти последнего представителя этого рода, в 1735 году замок был передан другой линии баронов фон Бассенхайм, владельцам замка Борнхайм. В 1777 году Драхенфельс становится владением барона Клеменса-Августа фон Форст-Ломбек. Сын последнего в 1813 году продал замок, превратившийся к этому времени в руины, семейству Шефер в Кёнигсвинтере, а последние — в 1827 году — профсоюзу горных рабочих. Так как старинный замок разрушался всё больше и больше, в том числе и из-за горных разработок, и этот факт вызывал недовольство общественности, кронпринц Пруссии принял останки строения под своё покровительство и в 1836 году Драхенфельс стал собственностью прусского государства.
В 1630 году, во время Тридцатилетней войны, шведские войска генерала Баудиссина взяли замок штурмом. В следующем году шведы были изгнаны из Драхенфельса испанской армией. В связи с постоянной военной угрозой, вызванной привлечением различных войск к замку Драхенфельс, кёльнский архиепископ Фердинанд Баварский (1577—1650) в 1634 году приказал срыть внешние укрепления крепости. Повреждения, появившиеся в результате военных действий в 1634 году, также не были устранены. Проводившаяся в недрах горы Драхенфельс разработка трахита угрожала полностью разрушить остатки построек на горе, в связи с чем в 1807 году она была запрещена. В 1967 году на горе Драхенфельс сошла лавина, крупнейшая из известных. В период с 1971 по 1973 год скала, на которой возвышаются постройки замка, была укреплена стальными тросами и бетоном.
В настоящее время гора и руины замка Драхенфельс являются одними из популярнейших мест туризма в Германии.

## Знаменитые посетители
В мае 1816 года замок Драхенфельс посетил английский поэт-романтик Джордж Гордон Байрон.
8 октября 1819 года у руин Драхенфельс собралась группа боннских студентов с тем, чтобы отметить годовщину Лейпцигского сражения во время войны с Наполеоном I. Среди собравшихся был также молодой тогда поэт Генрих Гейне, написавший на тему этого события затем стихотворение «Ночь на Драхенфельсе» (нем. «Die Nacht auf dem Drachenfels»).

## Наиболее известные из графов фон Драхенфельс
- 1176 Годарт фон Драхенфнельс
- 1225 Генрих фон Драхенфнельс
- 1258 Готфрид фон Драхенфнельс
- 1280 Генрих фон Драхенфнельс
- 1308 Рутгер фон Драхенфнельс
- 1331 Генрих фон Драхенфнельс
- 1388 Годарт фон Драхенфнельс
- 1432 Иоганн фон Драхенфнельс
- 1455 Годарт фон Драхенфельс унд Олбрюк
- 1457 Генрих фон Драхенфельс унд Олбрюк
- 1476 Клаус фон Драхенфельс унд Олбрюк
- 1526 Генрих фон Драхенфельс унд Олбрюк

Годарт фон Драхенфельс унд Олбрюк получил владение Олбрюк в результате женитьбы на Елизавете фон Эльх. Его сын продал свою долю во владении замка Олбрюк, однако при этом сохранил титул. В 1493 году Клаус фон Драхенфельс унд Олбрюк был убит своим двоюродным братом Генрихом вблизи Кукштейна. На месте его гибели был установлен сохранившийся до сих пор каменный крест. В 1530 году старшая линия графов фон Драхенфельс прекратилась со смертью бургграфа Генриха.

## Галерея

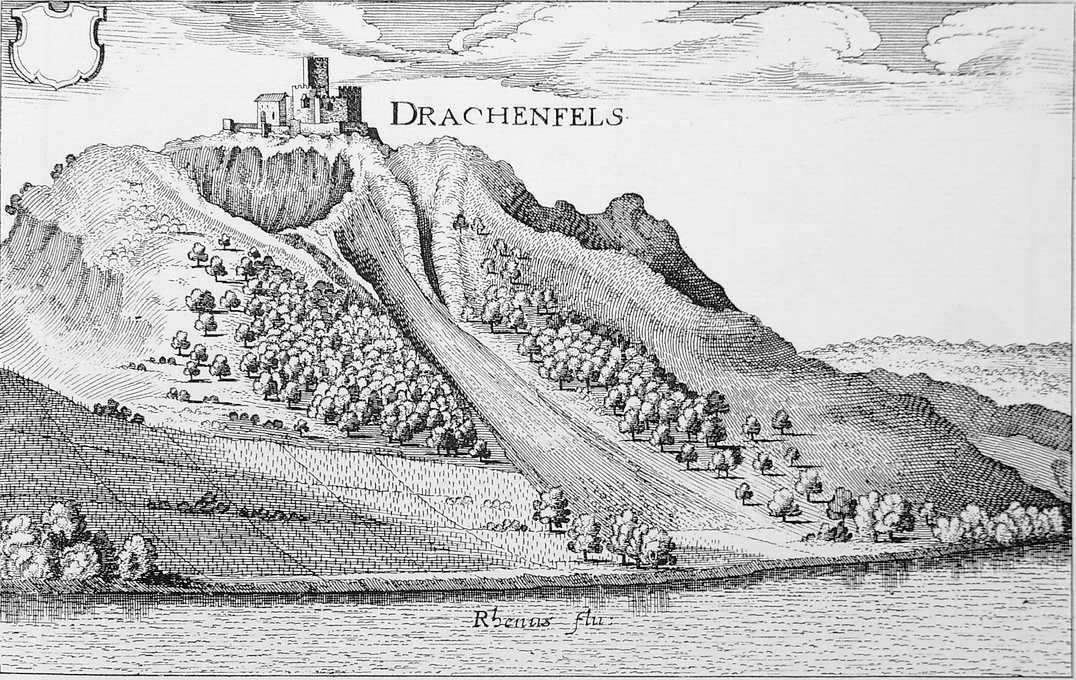
Замок Драхенфельс. Гравюра 17 столетия.
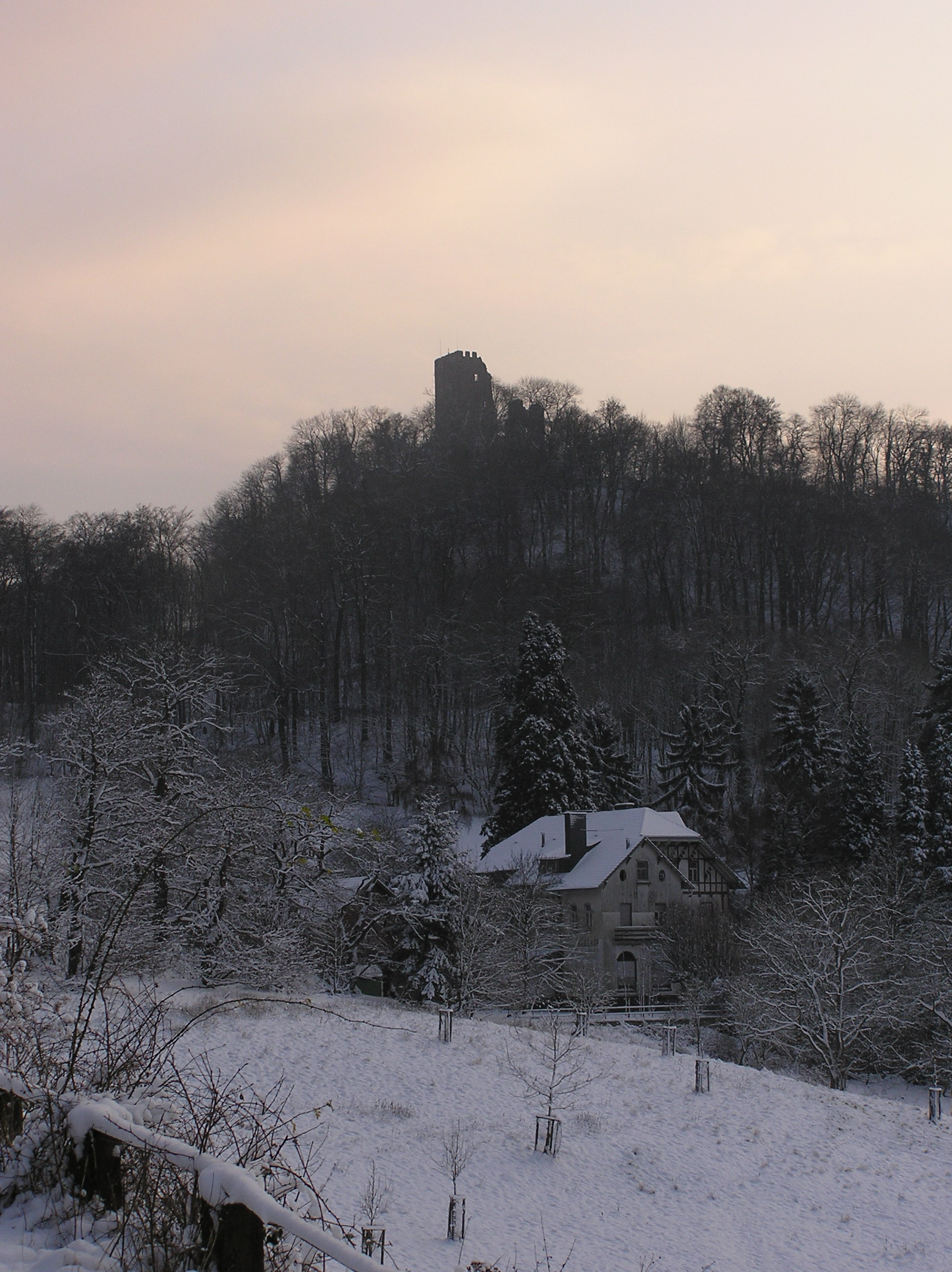
Вид на замок Драхенфельс зимой
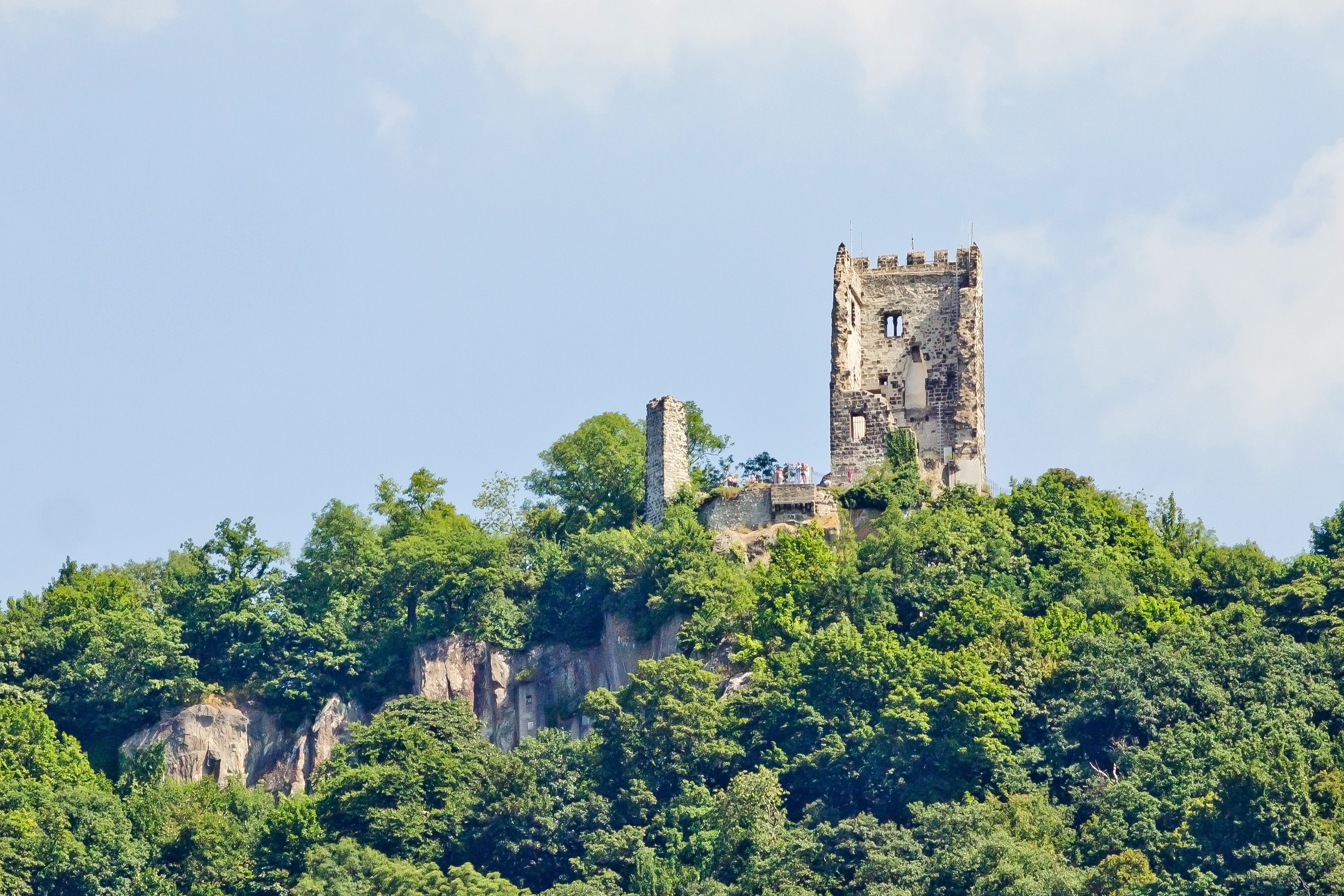
Замок Драхенфельс. Вид со стороны Бонна
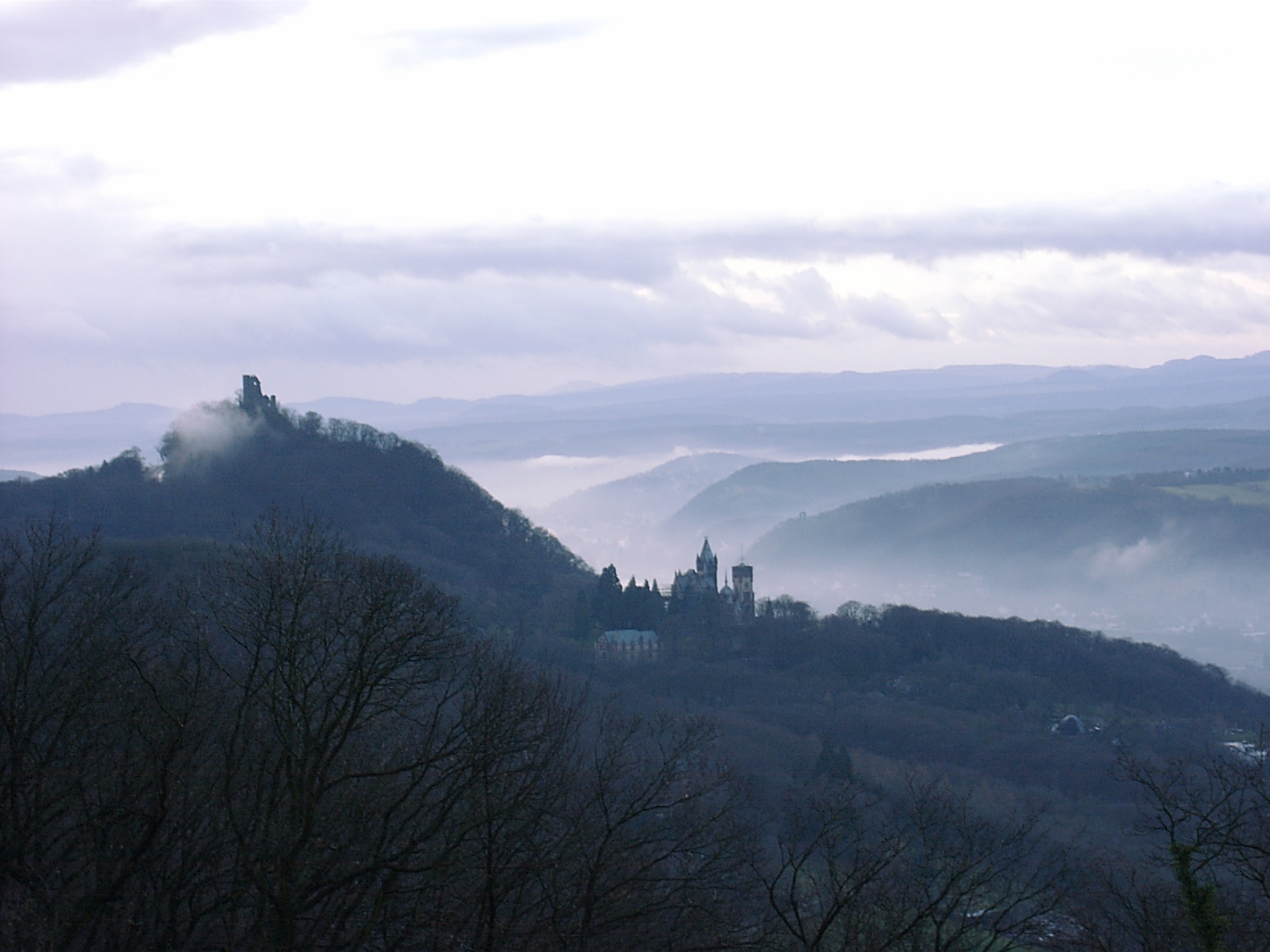
Вид на Драхенфельс со стороны Петерсберга
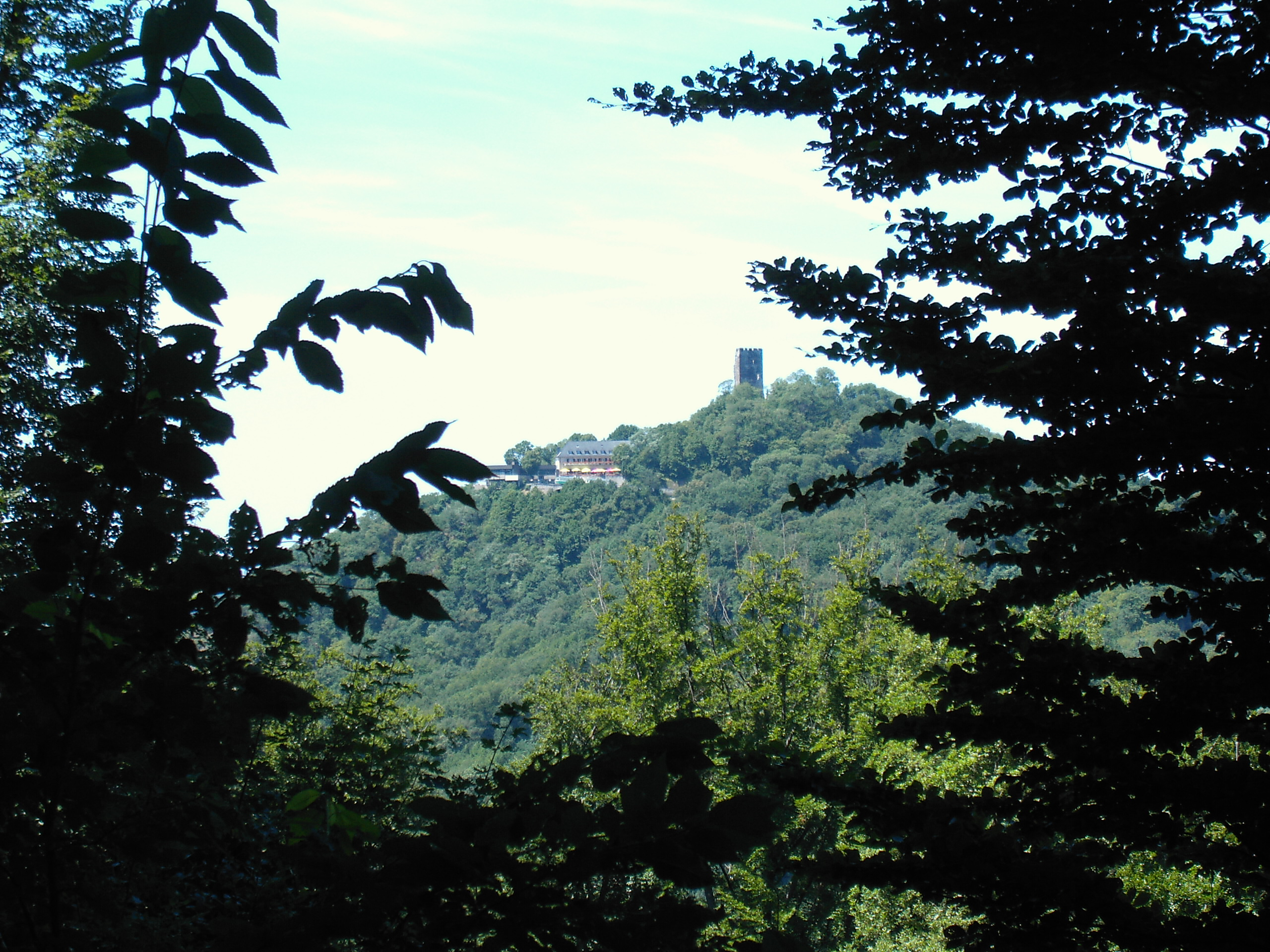
Вид на Драхенфельс со стороны горы Брайберг
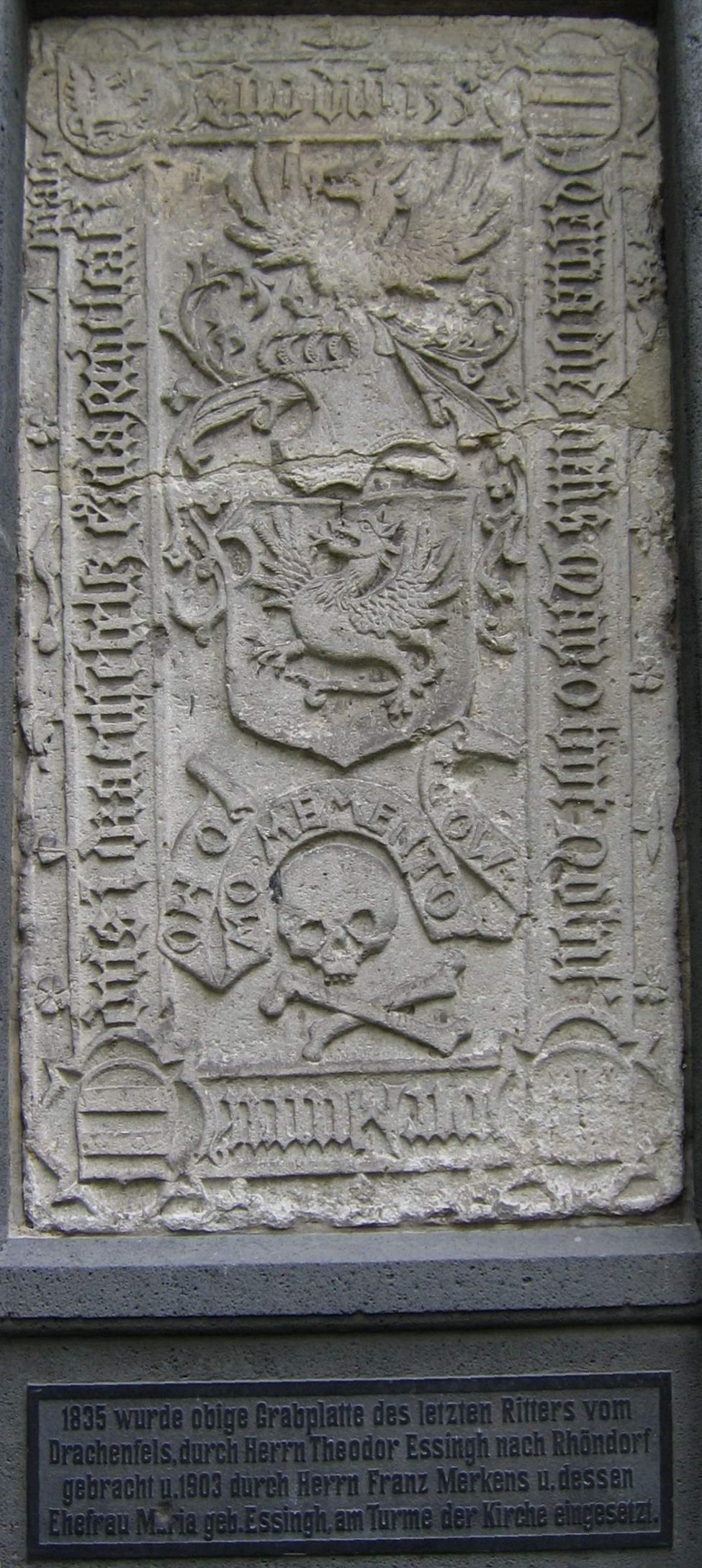
Надмогильная плита захоронения последнего графа фон Драхенфельс, Генриха (скончался в 1530 году)

## Дополнения
- Изображение скалы и замка Драхенфельс